# Donja Čemernica
Donja Čemernica är en ort i Kroatien.   Den ligger i länet Moslavina, i den centrala delen av landet, 50 km söder om huvudstaden Zagreb. Donja Čemernica ligger 141 meter över havet och antalet invånare är 166.
Terrängen runt Donja Čemernica är huvudsakligen platt, men västerut är den kuperad. Runt Donja Čemernica är det ganska tätbefolkat, med 60 invånare per kvadratkilometer. Närmaste större samhälle är Gvozd, 3,4 km nordväst om Donja Čemernica. I omgivningarna runt Donja Čemernica växer i huvudsak lövfällande lövskog.